# Heart of the Wilds
Heart of the Wilds è un film muto del 1918 diretto da Marshall Neilan.
La sceneggiatura di Charles Maigne si basa sul lavoro teatrale del 1908 Pierre of the Plains di Edgar Selwyn tratto a sua volta dal racconto Jen of the Triple Chevron del 1892 di Gilbert Parker. Il dramma di Selwyn aveva debuttato a Broadway all'Hudson Theatre il 12 ottobre 1908, interpretato dallo stesso autore e da Elsie Ferguson che riprese il suo ruolo anche nella versione cinematografica.

## Trama
In Canada, nei selvaggi territori del Nord-Ovest, Jen Galbraith vive in una taverna insieme al fratello Val e al padre Peter, un contrabbandiere che vende whisky agli indiani. La ragazza è innamorata di Tom Gellatly, sergente della polizia a cavallo, ma è oggetto delle attenzioni di Pierre, un amico del fratello. Quest'ultimo cerca di recuperare del whisky venduto illegalmente da suo padre all'indiano Grey Cloud (Nuvola Grigia) ma, quando questi insulta Jen, Val gli spara.
Grey Cloud viene trovato morto e Tom ha l'incarico di catturare l'omicida. Ma, alla taverna dei Galbraith, Pierre e Val lo drogano. Jen scopre dalle carte del poliziotto che questi ha l'ordine di arrestare suo fratello. Cercando di impedirgli di andare da Val, la ragazza gli spara. Pierre, che vuole la ragazza per sé, l'aggredisce ma viene fermato da Val, tornato alla taverna e seguito da una pattuglia di poliziotti. Jen e Val riescono a far confessare Pierre, il vero assassino di Grey Cloud. Tom, allora, dichiara alla polizia che la sua ferita è dovuta a un colpo sparato accidendalmente.

## Produzione
Il film fu prodotto dalla Famous Players-Lasky Corporation

## Distribuzione
Distribuito dall'Artcraft Pictures Corporation e dalla Famous Players-Lasky Corporation, il film - presentato da Adolph Zukor - uscì nelle sale cinematografiche statunitensi il 18 agosto 1918.